# Mao-spontex

Un Mao presque anarchiste ?

Le terme mao-spontex désigne un courant politique à la charnière du marxisme et du mouvement libertaire, en Europe occidentale dans les années 1960 et 1970.
Ce néologisme est un mot composé de « maoïste » et de « spontanéiste ». L'écriture complète et exacte de ce terme serait ainsi mao-spontanéisme.
Ce terme est parfois employé par des militants qui appartiennent à d'autres secteurs de l'extrême gauche, comme une allusion péjorative au pouvoir nettoyant de l'éponge-grattoir de la marque Spontex, en référence au fait d'avoir empêché par la force, le 25 avril 1980, la tenue à la faculté des sciences de Paris d'un meeting de l'Union des étudiants communistes en l'attaquant à coups de barre de fer, ce qui reviendrait à « employer contre le stalinisme les méthodes du stalinisme ».

## Définition et idéologie
Ce courant politique est né, en France, dans le sillage des événements de Mai 68 et surtout de juin. En juin 1968, les affrontements violents se déplacent des milieux étudiants vers les grandes concentrations ouvrières, et surtout, deviennent meurtriers. Le 10 juin, aux abords des usines Renault de Flins, Gilles Tautin, un lycéen de l’UJC(ml), se noie dans la Seine en tentant d’échapper à une charge de gendarmes mobiles. Le 11 juin, à l'usine Peugeot de Sochaux, les CRS tuent Pierre Beylot, ouvrier-serrurier, d’une balle de neuf millimètres. On relève un autre ouvrier, Henri Blanchet, qui s’est tué en tombant d’un mur (voir Mai 68 - Les morts). La violence de ces affrontements marquera l'évolution future de ce courant politique.

### Une identité composite
Le concept « mao-spontex » est une articulation inédite de rhétorique maoïste, d'ouvriérisme anti-intellectuel, d'aspirations libertaires et de pratiques mouvementistes d'action directe héritée de l'anarcho-syndicalisme français. Comme le précise Serge July dans la revue Esprit, il est à la fois autoritaire et libertaire. Et le Courrier hebdomadaire du Centre de recherche et d'information socio-politiques de Bruxelles relève que « de nombreux groupes, en particulier les “maoïstes-spontanéistes”, allient une foi très “gauchiste” dans la spontanéité, la démocratie directe, l’antiautoritarisme, à des références marxistes, maoïstes, voire staliniennes, qui ne sont pas sans surprendre. »
Il construit son identité politique spécifique, dans la jeunesse notamment, sur le ressort anti-autoritaire, et dans les usines sur la revendication anti-hiérarchique (au travers des luttes contre les « petits chefs » et la maitrise).
Les maos-spontex instrumentalisent la « révolution culturelle » chinoise en la présentant comme une révolte spontanée de jeunes gardes rouges partis à l'assaut de l'appareil d'État et du Parti communiste présentés comme corrompus par la bureaucratie. Dans son récit auto-biographique, Claire Brière-Blanchet en parle en ces termes : « Nous n'étions pas loin de nous imaginer un Mao rebelle solitaire en symbiose avec le peuple de Chine, un Mao presque anarchiste ! ».
Il faudra attendre 1971 et le livre Les Habits neufs du président Mao du sinologue belge Simon Leys pour qu'apparaisse, y compris dans les rangs militants européens, la véritable nature de la « Grande Révolution culturelle prolétarienne » : une lutte sans merci pour le contrôle du pouvoir entre factions rivales, déclenchée par Mao lui-même, qui avait été mis en minorité au sein de l'appareil dirigeant du Parti communiste chinois.
Sur la scène groupusculaire de l'époque, les maos s'opposent radicalement aux « marxistes-léninistes », maoïstes dogmatiques alignés sur les positions chinoises et surnommés par les spontex, les « ossifiés ».

### Activisme
Le militantisme mao-spontex s'articule autour de slogans-concepts comme « On a raison de se révolter », « Oser lutter, oser vaincre ! » ou encore « Là où il y a oppression, il y a résistance ». Ce courant se caractérise par :
- une croyance en la « spontanéité révolutionnaire des masses »[15] ;

- une révolte anti-autoritaire[16] et anti-hiérarchique radicale ;

- des pratiques d'action directe[17] ;

- un activisme intense[18] ;

- un illégalisme collectif et revendiqué[19] ;

- une représentation à la fois populiste et ascétique du peuple[20] ;

- le refus de la construction groupusculaire d'une avant-garde auto-proclamée, noyau du futur « vrai » Parti communiste et, en conséquence, une « immersion dans les masses ». En lieu et place du Parti, ils valorisent « le peuple » et sa spontanéité révolutionnaire[21] ;

- une opposition frontale aux Partis communistes pro-soviétiques présentés comme « révisionnistes »[22] ;

- l'impulsion de groupes, plus ou moins structurés, sur des thématiques spécifiques[23] : mouvement de libération des femmes, Front homosexuel d'action révolutionnaire, Groupe d'information sur les prisons (GIP), Groupe information santé (GIS), Comité d'action des prisonniers (CAP), Groupe information asiles (GIA)[24], Groupe d'information et de soutien des immigrés, mouvements de travailleurs immigrés, Front de libération de la jeunesse (FLJ)[25], presse de contre-information, etc.

Parmi d'autres courants politiques, les « mao-spontex » contribuent dans les années 1960-1970 à l'émergence de ce que les sociologues appelleront les « nouveaux mouvements sociaux ». Dans les années 1970, leur combat n’est pas seulement politique mais aussi idéologique, culturel, économique et social. De par leur démarche « Servir le Peuple », ils ont parfois une attitude quasi-messianique « au service de la classe ouvrière ».
Sur la scène médiatique, les « mao-spontex » instrumentalisent la notoriété des intellectuels. En France notamment, où ils oscillent entre une grande « intellectualité » (liens, par exemple, avec Althusser, Sartre, Foucault, grand intérêt pour Lacan), un mépris des intellectuels (aspect « populiste de gauche » dans le rapport aux ouvriers notamment) et une certaine fascination pour le discours violent (voir Gauche prolétarienne).

### L'origine du concept
De l'origine de l'expression mao-spontex, l'un des protagonistes de l'époque, Pierre Victor alias Benny Lévy, leader historique de la Gauche prolétarienne en parle en ces termes :

« La lutte contre l'autre courant qu'on caractérise de "liquidateur" a duré de juin 1968 à février 1969. Ça fait pas mal de temps. Donc, on a vraiment eu le temps, à travers cette lutte, d'affermir et de clarifier nos positions. Surtout qu'au départ, ce qu'on disait était extrêmement simple : "Bien sûr on a fait des erreurs, cela dit c'est tout à fait normal parce qu'on était inexpérimentés. La meilleure manière de rectifier ces erreurs, c'est de renouer avec la pratique et de trouver des idées dans la pratique. Donc, en avant de nouveau dans les boîtes, tirons les leçons de Mai 68 dans les usines et dans la rue." Évidemment, on se faisait traiter de tous les noms. C'est là, en particulier, que la notion de mao-spontex, que le mot de spontex est apparu. Ça voulait dire qu'on ne respectait pas "Que faire ?". Qu'on était des spontanéistes. Le terme spontanéiste est populaire dans la tradition marxiste parce que dans "Que faire ?", Lénine critique un courant russe qu'il appelle "spontanéiste". Comme nous, on disait que le parti ça ne se crée pas comme ça, et que de toute façon la création d'un parti dépend de l'état du mouvement des masses, hop, on nous a traités de spontanéistes, - et puis comme mao-spontex, ça sonnait bien, ça a été assez populaire. De toute façon comme une dizaine de milliers de gauchistes étaient sous l'emprise de ces idées ossifiées sur le parti, c'est un quolibet qui a eu du retentissement. Ça a duré très longtemps, jusqu'à la dissolution de la Gauche Prolétarienne, on nous traitait encore de spontanéistes. »

Par ailleurs, selon une source de l'université de Portsmouth (2010), l'origine de l'expression « mao-spontex » est controversée. Une autre source universitaire espagnole (Lleida, 2002) fait un subtil distinguo entre l'expression « mao spontex » et « mao-spontex » ; attribuant la première à la spontanéité du mouvement de Mai-68 et la seconde (avec le trait d'union) à un concept charnière, nouvelle unité de sens, créé par Jean-Paul Sartre dans Situations. Enfin, une source universitaire allemande (Munchen, 2001) l'attribue au courant marxiste-léniniste orthodoxe et une source journalistique française aux trotskistes.
De manière anecdotique, l'expression « spontex » était une allusion à l'éponge-grattoir de la marque Spontex, à priori péjoratif, il a fait office plus sérieusement, de diminutif pour le mot « spontanéiste » et a servi à distinguer ce courant du reste de l'extrême gauche,.

### Synonymie
Ce courant politique charnière est également désigné sous d'autres appellations dont :
- anarcho-mao-spontex c'est l'expression à rallonge utilisée par Joschka Fischer pour décrire la scène spontanéiste allemande dans un livre d'entretiens réalisé par Daniel Cohn-Bendit en 1986[37], expression reprise en 2007 par Olivier Guez, journaliste à la Frankfurter Allgemeine Zeitung[38]. C'est sans doute l'essayiste américain Paul Berman qui, en 2005, définit au plus près le concept : Il n'y avait aucune expression pour résumer le courant libertaire de la Nouvelle Gauche dans le monde. Le terme que Fischer aimait utiliser en Allemagne de l'Ouest [...] était un "anarcho-Mao-spontex" un peu gauche et non dénoué d'humour - une expression très parlante couvrant toutes les tendances. Anarcho référait à la longue tradition des mouvements anarchistes du passé. Mao faisait référence à un Mao imaginaire - un Mao qui, contrairement au Mao réel, n'était pas totalitaire. Spontex signifiait "spontanéiste" - contre des organisations formelles et contre les disciplines militaire et bureaucratique des sectes marxistes. Ou, en version abrégée, l'expression à deux traits d'union devenait "sponti", ce qui était aux Allemands plus ou moins l'équivalent des freaks américains.[39] ;

- maoïsme libertaire pour Perrine Kervran et Anäïs Kien dans Les années Actuel[40] ou Guy Gauthier dans Le Cinéma militant reprend le travail[41].

- maoïste libertaire pour le cinéaste Jean-Michel Carré[42], pour Marc Villemain[43] ou dans L'amour à gauche d'Anna Alter et Perrine Cherchève[44] ;

- mao-libertaire par l'universitaire anglais Manus McGrogan[45] ;

- maoïsme spontanéiste dans la revue Le Débat[46], ou par Françoise Picq dans Libération des femmes[47] ou encore par Thierry Blin dans L'invention des sans-papiers[48] ;

- maos désirants pour Claire Brière-Blanchet[49] ;

- anarcho-maoïste pour le journaliste Bruno Frappat dans Le Monde en 1969[50] ;

- anarcho-maoïsme, expression utilisée par Stéphane Courtois, Henri Weber[51], par le Living theatre[52], par Rémi Hess dans Les maoïstes français[53], par John Gerassi dans ses Entretiens avec Sartre[54], par l’éditrice Aliette G. Certhoux dans son Hommage à Jean-Paul Dollé[55]. La Banque des mots lui consacre une entrée en 1974[56] ;

- maospontex par le philosophe Jean-Paul Dollé qui, en supprimant le tiret, en fait un concept politique unique et à part entière[57] ; et par la femme de lettres Claudine Monteil dans Les Amants de la Liberté, l’aventure de Jean-Paul Sartre et Simone de Beauvoir dans le siècle[58] ;

- anarcho-robespierriste, c'est le terme utilisé par Olivier Rolin en 2002[59].

- mao spontex pour Richard Pinhas en février 2012[60] ;

- mao-cosmique pour la communauté créée en 1969 à Préverenges près de Lausanne[61].

- stalino-libertaire pour Serge July, en 2018[62] ;

- ou tout simplement spontex dans les Cahiers d'histoire du mouvement ouvrier (Suisse)[63] ;

## En France
Le mouvement « mao-spontex » en France est décrit dans la partie « Groupes issus du maoïsme » de l’article « extrême gauche en France ».

### La Gauche prolétarienne etLa Cause du Peuple

La manchette du journal La Cause du peuple en 1970.

Fondée en septembre 1968, dans une étape importante du Gauchisme, la Gauche prolétarienne (ou GP) regroupe, à l'origine, une cinquantaine de militants nanterriens libertaires issus du Mouvement du 22 Mars (dissous le 12 juin 1968) et des jeunes intellectuels de l'Union des jeunesses communistes marxistes-léninistes de l'École normale supérieure de la rue d'Ulm.
Pour les quelques dizaines de militants qui fondent la GP, l'après-68 doit être le prolongement des conquêtes idéologiques de Mai et non le retour aux pratiques antérieures. Le concept clé est alors celui « de résistance populaire prolétarienne », résistance dans les usines contre les cadences de travail et les « petits-chefs », dans les écoles (notamment techniques), dans les foyers pour travailleurs immigrés, aux côtés de ceux qui occupent des logements vides ou des petits commerçants et des paysans quand ceux-ci entrent en lutte.
Interdite officiellement le 27 mai 1970 par les « lois Marcellin », les structures organisationnelles perdurent dans une semi-clandestinité autour du journal La Cause du Peuple. Cette interdiction a notamment pour conséquence l'impossibilité de réunir les militants et donc l'absence d'une vie démocratique interne. La « direction » opaque, se coopte autour du noyau historique : le tandem Benny Lévy-Pierre Victor et Alain Geismar en est l'illustration.
Issue des universités et des Grandes écoles, et ouvriériste à l'extrême, la « direction » de la GP affiche un mépris des intellectuels, les qualifiant de « démocrates » ou de « progressistes », tout en utilisant leur notoriété. Jean-Paul Sartre, Yves Montand, Simone Signoret, Jean Genet, Michel Foucault en sont de bons exemples.
En 1970, à chaque parution hebdomadaire, La Cause du peuple est saisie dès sa sortie de l'imprimerie. En mars, le directeur de publication, Jean-Pierre Le Dantec, est inculpé pour « délits de provocation aux crimes contre la sûreté de l'État et apologie du meurtre, du vol, du pillage et de l'incendie. » (voir Groupe d'information sur les prisons) et arrêté. Son successeur, Michel Le Bris est arrêté à son tour un mois plus tard. La Gauche prolétarienne demande alors à Sartre de prendre la direction juridique du journal pour en assurer la survie. La Cause du Peuple tire à cette époque à 40 000 exemplaires[réf. souhaitée].
Au printemps 1970, Dominique Grange, jeune chanteuse maoïste et militante de la Gauche prolétarienne, alors établie en usine, écrit et enregistre la chanson Les Nouveaux Partisans, qui devient l'hymne des Maos. Il est repris dans de nombreux meetings et manifs, dans les grèves et dans les foyers de travailleurs immigrés en lutte. Ce 45T, réalisé en autogestion et tiré à plusieurs milliers d'exemplaires, est diffusé pour 3F seulement par les réseaux militants proches de La Cause du peuple et par le Secours Rouge, après la dissolution de la GP.
La Gauche prolétarienne organise des actions de guérilla symboliques contre un régime gaulliste qu'elle présente comme un « nouveau fascisme », concept développé par André Glucksmann, en 1972, dans un numéro spécial de la revue sartrienne Les Temps Modernes titré Nouveau fascisme, nouvelle démocratie. Face à cette prétendue « fascisation » de l'appareil d'État, la GP appelle à une « résistance populaire » mené par des « nouveaux partisans » et multiplie sabotages d'entreprises et incendies de bâtiments patronaux, attaques de commissariats, etc. De sa fondation en octobre 1968 à sa dissolution à l'été 1970, le ministère de l'intérieur lui attribuera 82 attentats (sans menace pour la vie humaine).
Dans la perspective d'une guerre civile, elle crée une branche militaire, la « Nouvelle résistance populaire ». Son principal dirigeant, Olivier Rolin en définit la stratégie dans un texte paru dans les Cahiers de la Gauche prolétarienne en mai 1970 : De la lutte violente de partisans. Cette structure clandestine organise, entre autres, des actions de sabotage et après la mort de Pierre Overney, la séquestration d'un cadre de la régie Renault (voir plus bas).
L’organisation subit une répression policière systématique : des centaines de militants sont dans la clandestinité, en prison (200 militants) ou en fuite à l'étranger, notamment en Belgique et en Italie. Alain Geismar est condamné à 18 mois de prison pour reconstitution de mouvement dissous.
La « direction » de la GP décide finalement de refuser l'affrontement militaire direct avec l'État et impose la dissolution du réseau qu'elle a construit.
Cette auto-dissolution intervient le 1er novembre 1973, lors de la réunion dite « des chrysanthèmes », et sera expliquée en ces termes dans les Cahiers prolétariens de janvier 1974 : « La troisième grande rupture que nous avons opérée, c'est dans notre décision au printemps 1970 de nous dissoudre. De disloquer l'instrument organisationnel que nous venions à peine de construire, en éclatant partout dans les masses afin d'« élargir la résistance ». C'est aussi très instructif en 1973, et cela le restera, car cela signifie qu'une organisation doit être subordonnée au mouvement des masses, que toute théorie de l'organisation est dépendante de la théorie de la révolution populaire. Que toute organisation doit apprendre constamment à mourir, à refuser de persévérer dans son être, quand elle est désaccordée par rapport aux exigences du mouvement de masse. ».
Une fraction significative des militants de base refuse ce qu'elle appelle la « liquidation » de l'organisation.

#### La mort de Pierre Overney
Le vendredi 25 février 1972, Benny Levy emmène un petit groupe armé de barres à mine et de manches de pioche à une des sorties des usines Renault, avenue Émile-Zola à Boulogne-Billancourt, dans le but de forcer l'entrée et d'en découdre. Pierre Overney en est. Dans le mouvement, il se retrouve en avant à l'intérieur de l'enceinte. Avec calme, un cadre du corps des vigiles nouvellement embauché, l'ex adjudant-chef Jean-Antoine Tramoni, s'avance un pistolet à la main, interpelle Pierre Overney qui brandit son manche de pioche, tire à moins de cinq mètres sur celui ci. La balle reste coincée. Jean-Antoine Tramoni réarme et abat Pierre Overney d’une balle en plein cœur.
Christophe Schimmel, photographe à l'Agence de Presse Libération (APL), est sur les lieux et photographie toute la scène. Les négatifs sont découpés pour faire disparaître leur numéro d'ordre. Les visages des militants qui y apparaissent sont effacés avec du cyanure avant d'être saisis par la justice. Cinq des vingt sept photographies font le tour des rédactions et le journal télévisé de la première chaîne française ouvre sur l’image de Tramoni pointant son arme sur Pierre Overney. La photographie, avant d'être transmise à la presse, a été recadrée de sorte qu'on voit le manche de pioche mais pas Pierre Overney le brandissant.
Pierre Overney est un militant actif depuis la première heure de la Gauche prolétarienne qui tient là son premier « martyr ». Le 5 mars 1972, un cortège de plus de 200 000 personnes accompagne, dans les rues de Paris, le cercueil jusqu'au cimetière du Père-Lachaise. Dans la foule, certains ont le poing levé et crient « Nous vengerons Pierrot !» C'est l'un des plus grands rassemblements politiques de l’après Mai-68.
Le 8 mars 1972, la Nouvelle résistance populaire, bras armé de la Gauche prolétarienne, enlève Robert Nogrette, chef-adjoint chargé des relations sociales à Renault-Billancourt, puis le libère unilatéralement, deux jours plus tard.
Un an plus tard, la Gauche prolétarienne se dissout.
Le 23 mars 1977, Jean-Antoine Tramoni, qui n'avait pas pu bénéficier de la légitime défense et avait été condamné en janvier 1973 à quatre ans de prison, est assassiné par les Noyaux armés pour l'autonomie populaire composés pour partie d'anciens militants de la Gauche prolétarienne.
Samedi 25 février 2012, pour le quarantième anniversaire de la mort de Pierre Overney, une poignée d’anciens militants et quelques militants de « La Cause du Peuple » et du « Parti maoïste de France » se sont réunis sur la tombe du jeune homme.

#### Libération

Le logo actuel de Libération.

Le 18 juin 1971, des militants proches de la Gauche prolétarienne (Jean-Claude Vernier et Jean-René Huleu) fondent l'Agence de presse Libération (APL) dont l'objectif est de fournir des informations brutes sur l'effervescence du mouvement social trop peu relayée par la presse "traditionnelle", mais surtout, de porter le point de vue des acteurs sociaux directement impliqués à la base, de redonner « la parole au peuple ».
C'est en filiation directe de La Cause du peuple que le 18 avril 1973, le titre historique Libération, fondé à l’origine en 1927 par l'anarcho-syndicaliste Jules Vignes puis repris en 1941 par la Résistance française, va renaître de ses cendres.
Prolongeant la démarche anarcho-mao-spontex de La Cause du peuple, un premier numéro de « Libération » paraît, sur quatre pages, le lundi 5 février 1973, avec cette profession de foi, en encadré : « La politique pour « Libération », c'est la démocratie directe. Aujourd'hui, élire un député, c'est vouloir que le peuple ne dise son mot, qu'une fois tous les cinq ans. Et encore, pendant ces quatre années, « l'élu du peuple » peut-il faire ce qu'il veut ? Il n'est pas placé sous le contrôle de ses électeurs ; il ne représente que lui-même. Mais si des gens du peuple veulent dire pourquoi il voteront, ils pourront le faire dans « Libération ». Cette forme de débat est possible dans les colonnes du journal. Pour sa part, l'équipe de « Libération » refuse de cautionner un système qui coupe la parole au peuple. ».
De 1973 à 1981, Libération est dirigé par ses salariés ; il n'y a pas de hiérarchie des salaires et toutes les décisions importantes sont prises par l'assemblée générale des salariés, à la majorité des voix.

### Vive la révolution et le journalTOUT!

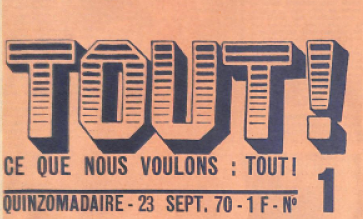
La manchette du n°1 de Tout ! publié par Vive la révolution.

Vive la révolution est créé en juillet 1969. Se définissant comme « maoïste-libertaire », ce groupe est également qualifié par certains de « mao-désirant ».
VLR publie un journal Tout !, surtitré « Ce que nous voulons : tout ! » (premier numéro le 23 septembre 1970). Jean-Paul Sartre en est le directeur de publication. Parmi ses animateurs, on trouve Roland Castro, Guy Hocquenghem, Nadja Ringart, Françoise Picq, Marc Hatzfeld, Stéphane Courtois, Tiennot Grumbach, Jacques Bardat, Jean-Paul Dollé et Michel Chemin.
Le numéro 12 (avril 1971) est interdit à la vente. Il est accusé d'être « pornographique », ce qui vaut une inculpation d'outrage aux bonnes mœurs à Sartre. Élaboré avec l'aide du Front homosexuel d'action révolutionnaire (FHAR), il revendiquait le « droit à l'homosexualité et à toutes les homosexualités » ainsi que le « droit des mineurs à la liberté du désir et à son accomplissement ».
Anti-ouvriériste, ce groupe interviendra davantage sur les questions de société : contre-culture, féminisme radical et MLF, homosexualité revendiquée, mouvement de la jeunesse (Front de Libération des Jeunes), etc.
Vive la révolution se dissout en avril 1971.

## En Belgique
Le mouvement mao-spontex en Belgique est décrit dans la partie des « mao-spontex » en Belgique de l’article « Mouvement maoïste en Belgique ».

### Universités Usines Union
Fondé en octobre 1968 par des étudiants, anciens étudiants et chercheurs de l'Université libre de Bruxelles (particulièrement de l'institut de sociologie), Universités Usines Union (U.U.U.) se situe progressivement  dans la mouvance du mao-spontanéisme. Rejoint par des lycéens séduits par l'image rebelle du maoïsme, le groupe mène des actions/provocations exemplaires qui visent à mettre les institutions en contradiction leurs principes académiques,.
U.U.U. est particulièrement actif, en décembre 1968, sur les barricades de la résistance contre l’intervention policière sur le campus de l’ULB, décidée par le tout fraîchement désigné président du Conseil d’administration de l'université, Henri Simonet, figure de proue du Parti socialiste bruxellois de l'époque,.
Le 22 janvier 1969, le groupe consacre le premier numéro de son journal « Insurgé » à un large bilan des événements de 1968, tant dans les mouvements étudiants que dans les grèves ouvrières en affirmant que : «  l'autonomie du mouvement étudiant est la seule alternative à l'autoritarisme ».
Le groupe Universités Usines Union noue rapidement des liens avec la Gauche prolétarienne dont le congrès clandestin de 1969 se tient d'ailleurs à Bruxelles, au domicile de militants locaux.
Universités Usines Union délaissera peu à peu le champ universitaire pour intervenir, prioritairement, dans les usines de la banlieue bruxelloise comme Volkswagen à Forest. Le groupe produira les premiers « établis » belges, ces étudiants qui quittent l'université pour aller travailler en usine.
En 1970, U.U.U. disparaît à la suite d'une scission entre spontanéistes et marxistes-léninistes après une critique par ces derniers du « spontanéisme » considéré notamment comme une « dérive anarchiste ».
Pour Maxime Tondeur dans son étude exhaustive « Les années UUU (Universités-Usines-Union) 1968-1971 » : « UUU a été une résultante de ce Mai 68 bruxellois, au cours duquel les groupes de la gauche radicale avaient été plutôt happés par une dominante libertaire anti-autoritaire ».

### La Parole au Peuple

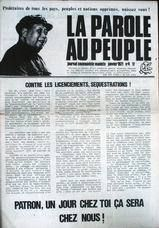
La Parole au Peuple 1971

La Parole au Peuple (PAP) est fondée, fin 1972, dans les locaux d'une communauté chrétienne de gauche des Marolles à Bruxelles. Sont présents, entre autres, Robert Fuss, Hélène Van den Steen, Maurice Beerblock, Cécile Draps, Jean Flinker, Roger Noël, etc.
C'est un rassemblement hétéroclite de militants communistes (staliniens) en rupture de Parti et de jeunes (étudiants, lycéens, ouvriers) anti-autoritaires influencés par l'esprit libertaire des événements de l'après Mai 68.
Le groupe intervient dans les usines (soutien aux grèves comme celle des dockers du port d'Anvers), les quartiers (lutte contre les promoteurs, défense des logements populaires, amorce d'une réflexion environnementaliste), le mouvement des femmes (slogan « avortement libre et gratuit »), le mouvement paysan (lutte contre l’extension d'un camp militaire à Marche-en-Famenne - petit Larzac belge), etc.[réf. souhaitée]
La Parole au Peuple est à l'origine de l'Agence de presse Libération-Belgique, fondée, en 1972, par Maurice Beerblock et de l'Association Belgique-Portugal, en 1974, après la révolution des Œillets.
Le groupe se dissout en 1977.
Au début des années 2000, c'est un trio d'ex-maos qui fonde Attac à Bruxelles, dont Jean Flinker, un ancien de La Parole au Peuple.

## En Suisse
C'est à Lausanne (Rupture pour le communisme, RPLC) et à Genève (Centre de Liaison Politique, CLP) qu'apparaissent les premiers mao-spontex à la fin des années 60.

### Rupture pour le communisme
Dans Popistes, Histoire du Parti ouvrier et populaire vaudois (1943-2001), Pierre Jeanneret étudie l'histoire du mouvement :
Après avoir organisé, le 25 mai 1971 à Lausanne, une manifestation pour un prix unique modéré des places de cinéma, le Comité Action Cinéma (CAC) se politise et évolue vers un refus global de la « société des loisirs », de la « culture bourgeoise » et une remise en question de la société. Les premières rencontres organisées par les jeunes étudiants dans les quartiers populaires font apparaître que la question du prix des places de cinéma est, pour ces derniers, moins prioritaire que celle du logement et des loyers. De cette rencontre naît en 1971-1972, en réaction à une opération de spéculation immobilière, le comité de quartier autour de L'Écho du Boulevard.
C'est dans cette optique qu’apparaît, en 1972, le groupe Rupture pour le communisme (RPLC), point de rencontre entre ces militants drainés par le Comité Action Cinéma passés par la lutte de quartier et des militants plus politisés issus de la Jeunesse Progressiste. Un des témoins de l'époque définit RPLC comme suit : « Le groupe était proche de la Gauche prolétarienne française dont le journal interdit La Cause du Peuple, fut vendu dans la rue, de manière spectaculaire, par Jean-Paul Sartre. Accordant peu d'importance aux questions théoriques, refusant la démocratie directe ou semi-directe au nom de la « mobilisation dans les usines et dans la rue » (ainsi le slogan « prendre les quartiers »), anti-syndicaliste par principe, mythifiant le « mouvement » et les « masses populaires », par ailleurs opposé aux « trotzks » et aux maoïstes, accusés de rigidité dogmatique, Rupture trouva dans le mouvement parallèle du CAC une base d'élargissement. Sous l'influence de militants venus d'Italie, inspiré de Lotta Continua, le mouvement, dès le 1er mai 1972, prit officiellement le nom de Rupture pour le communisme (RPLC). Il s'orienta vers une ligne « mao-spontex », dans le jargon de l'époque, mélange d'inspiration chinoise et d'esprit libertaire de Mai 68 ».
Les militants firent alors un « tournant ouvrier » : RPLC déplaça ses activités dans l'Ouest lausannois, où ses membres s'établirent et cherchèrent du travail. Les formes d'action se diversifient : action dans les quartiers, mouvement « Femmes en lutte » (notamment pour la liberté de l’avortement), Comité antinucléaire de soutien à Kaiseraugst (CASAK), « Comités de soldats », « Comité d'action syndicale », mouvement des collégiens et lycéens, etc. En 1977, RPLC disparaît, éclaté entre ses composantes « spontex » et « maoïstes orthodoxes ».

## En Italie

Le logo de Lotta Continua.

### Lotta Continua
Lotta Continua apparaît à l'automne 1969, le premier numéro du journal éponyme sort en novembre.
Ses bases idéologiques sont composites : maoïsme, spontanéisme, anti-stalinisme et opéraïsme. La première période, jusqu'en 1972, est caractérisée par une forte connotation mouvementiste.
Lotta Continua entretient des relations avec les organisations « mao-spontex » française, suisse et belge.
Une convergence significative s'opère entre militants français et italiens, à travers les évènements de Mai 68 et de l'automne chaud de 1969. Nombre de français se rendront en Italie pour témoigner ensuite en France des grèves et des assemblées ouvrières, impressionnés par la forte liaison entre étudiants et ouvriers autour des énormes usines Fiat à Turin. La Gauche prolétarienne publie ainsi un supplément à La Cause du Peuple tout entier consacré au mouvement italien. De son côté, le groupe Vive la Révolution s'inspire de l'exemple du collectif ouvrier-étudiant Lotta Continua, puisant dans les slogans et les graphismes italiens pour enrichir ses publications. Les Italiens avaient déjà interprété le mai français comme un événement potentiellement révolutionnaire et intégré dans leur expression la symbolique du mouvement. Les rencontres transalpines (avec la Suisse pour pivot) permirent l'élaboration de références internationales, voire transnationales, dans la formation d'idées et de pratiques politiques communes.
L'organisation se dissout pendant l'été 1977 mais son journal continue à paraître jusqu'en 1982.

## En Allemagne

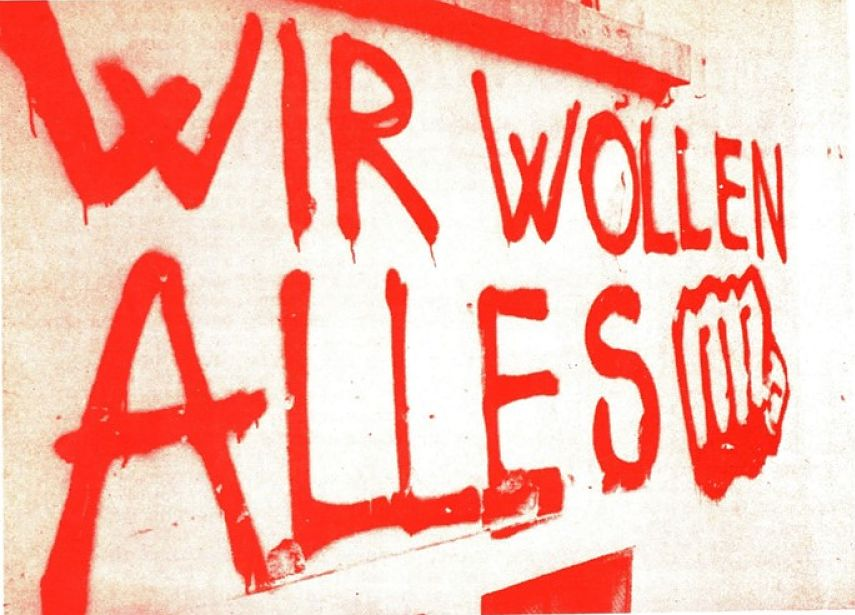
La manchette du premier numéro de Wir wollen alles en 1973.

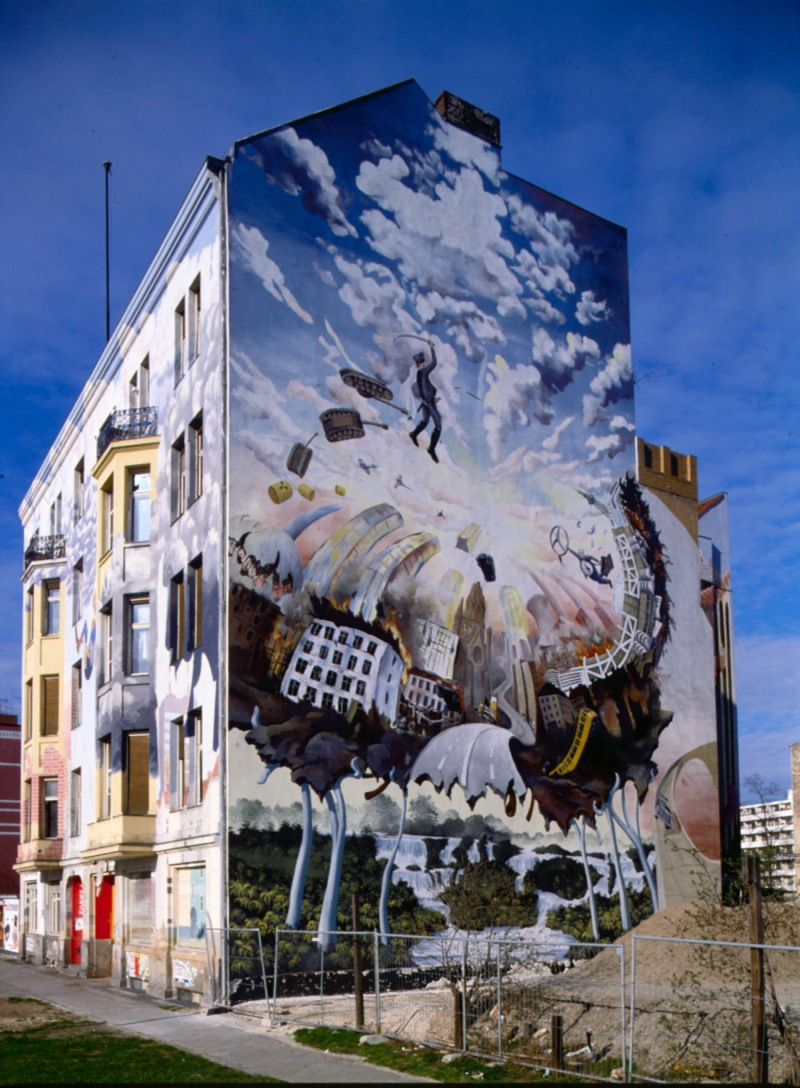
Le pignon d'une maison occupée à Berlin.

### La scèneSponti
Plus que de mouvement, on parle d'une « scène sponti » (sponti-szene) qui désigne, dans les années 1970, des groupes et militants issus de l'opposition extra-parlementaire (APO) allemande et de l'après Mai-68. Ce courant, refuse le concept léniniste d'avant-garde incarné par les groupes marxistes-léninistes et défend l'idée de la « spontanéité des masses ». Joschka Fischer la décrit comme un « mouvement anarcho-mao-spontex »
D'inspiration libertaire, les Spontis s'organisent en collectifs et mènent des actions exemplaires et créatives qui visent à fonder une véritable contre-culture. Ils créent notamment des communautés perçues comme des « espaces libérés » qui permettent de « changer la vie » et des crèches « antiautoritaires ». Des militantes jouent un rôle important dans l'émergence du nouveau féminisme.
La scène sponti est présente dans les principales villes universitaires d'Allemagne, en particulier à Münster (en Rhénanie-du-Nord-Westphalie), Berlin-Ouest et Francfort-sur-le-Main, où elle anime pendant plusieurs années les « conseils étudiants » via ses « groupes de base ». Elle est active dans l'agitation sociale autour de grandes usines comme Opel ou Hoechst. Revolutionärer Kampf intervient également sur ce qui est pour le groupe un sujet majeur, le logement à Francfort, en appelant notamment à l'ouverture massive de squats.
À Francfort, une partie de la scène est organisée au sein du groupe Revolutionärer Kampf (Combat révolutionnaire) dont Joschka Fischer et Daniel Cohn-Bendit. Le principal journal sponti est Pflasterstrand. Daniel Cohn-Bendit, qui en a été rédacteur, parle du « magazine de référence du milieu anarchiste à Francfort ("Sponti-Szene") »
En janvier 1978, le point d'orgue du mouvement est la Rencontre à Tunix (de) (« tue nichts », en français : « ne fais rien ») à Berlin où se retrouvent 15 000 personnes et des centaines d'initiatives locales,. Le mouvement alternatif est issu de ce courant dont il réinterprète la dimension contre-culturelle et le principe d'autonomie.

## Après les auto-dissolutions
Le courant « mao-spontex » disparaît, dans les années 1970, par l'auto-dissolution de ses organisations. La plupart de ses militants irriguent, alors, les mouvements sociaux qui émergent. Certains, particulièrement parmi ceux issus de la Gauche prolétarienne, « n’ont pas supporté que l’on siffle la fin du rêve » et se sont suicidés ou ont sombré dans la marginalité,. D'autres encore, parfois surnommés les « veuves-mao », refusent cette dissolution qu'ils qualifient de « liquidation ». Certains feront le terreau du mouvement autonome.
En France, deux groupes « militaires » apparaissent dans le sillage des mao-spontex : les Brigades internationales (1974-1977) et les Noyaux armés pour l'autonomie populaire (1976-1980). Ces derniers revendiquent, le 23 mars 1977, l'assassinat de Jean-Antoine Tramoni, l'agent de sécurité de Renault responsable de la mort, le 25 février 1972, de Pierre Overney, militant de la Gauche prolétarienne.
Dans les années 2000, l’histoire des mao-spontex est évoquée par les services de police, notamment dans « l’affaire de Tarnac ».

## Usages contemporains du concept demao-spontex
- En 2008, une affiche d'un groupe de la grande distribution : une jeune femme allongée sur de l’herbe est plongée dans la lecture d’un livre sur Mai 68. En haut de l'affiche, un slogan interpelle : « À quoi ça sert d’avoir de grandes idées si tout le monde n’y a pas accès ? » En bas, la signature de l’annonceur, « Les combats changent, le combat continue »[136].
- En 2008, l'éponge Spontex Diabolik Rouge[137]

### Travaux universitaires
- Gérard Mauger[138], « Gauchisme, contre culture et néo-libéralisme : pour une histoire de la ’génération de Mai 68’ », in Jacques Chevalier (dir.), L'identité politique, PUF, 1994, 206-226 p. ([PDF]en ligne u-picardie.fr).
- Gérard Mauger, « Jeunesses marginales », Déviance et société, 1977, volume 1, p. 61-87 [PDF] doi : 10.3406/ds.1977.937 persee.fr.
- Dominique Damamme, Boris Gobille, Frédérique Matonti, Bernard Pudal (dir.), Mai-Juin 68, L'Atelier, 2008 lire en ligne.
- Manus McGrogan, Tout! in context 1968-1973: French radical press at the crossroads of far left, new movements and counterculture, 2010 University of Portsmouth.
- Jean Freyss, Il faut rêver mais sérieusement, Matériaux pour l'histoire de notre temps, Année 1987, volume 9, Crise des utopies, crise des idéologies persee.fr.
- Emmanuel Wallon, «Tout est politique, camarade, même l’esthétique !» L’extrême-gauche et l’art en France dans les années 1970 (quelques équivoques d’époque), Une histoire du spectacle militant, Théâtre et cinéma militants, (1966-1981), sous la direction de Christian Biet et Olivier Neveux, L’Entretemps (avec le soutien de l’Université Paris X Nanterre), Vic-la-Gardiole, 2007, pp. 47-79 e.wallon.
- Ingrid Gilcher-Holtey, Die 68er Bewegung : Deutschland, Westeuropa, USA, C.H. Beck, Munchen, 2001 lire en ligne.
- Emmanuelle Loyer, Sous les pavés, la Résistance. La Nouvelle Résistance populaire, appropriation et usages de la référence résistante après Mai 1968, Communication dans des actes de colloque Pourquoi résister ? Résister pour quoi faire?, Centre d'histoire de Sciences Po, CNRS Editions, 2004 spire.sciences-po.
- Françoise Picq, Libération des femmes : les années-mouvement, Éditions du Seuil, 1993.
- Maurice Tournier, Les mots de mai 68, Presses universitaires du Mirail-Toulouse, Toulouse, 2008.
- David Hamelin, entretien avec Jean Paul Cruse, Dissidences, n°3, printemps 2012 revuesshs.u-bourgogne.fr.
- Mathieu Beys, La parole au peuple. Presse progressiste et indépendante autour de mai 68 en Belgique francophone, Bruxelles, ULB, 1999, (Histoire contemporaine).
- Frédéric Chateigner, Georges Ubbiali, Jean-Philippe Martin et Jean-Philippe Warren, Prochinois et maoïsmes en France (et dans les espaces francophones), Dissidences, n°8, Mai 2010 lire en ligne.
- Pascale Goetschel, Emmanuelle Loyer, Histoire culturelle de la France. De la Belle Epoque à nos jours, Armand Colin, Coll. Cursus, 2002, présentation en ligne.
- Isabelle Sommier, La violence politique et son deuil - L'après 68 en France et en Italie, Presses Universitaires Rennes, 2008, présentation en ligne.
- Michel Busch, Mao et le pandore, in Contestations et mouvements, 1960-1980, Cahiers d'histoire du mouvement ouvrier, no 21, Éditions d'en bas, 2005, 248 pages, présentation en ligne.
- Christian Beuvain, Florent Schoumacher, Chronologie des maoïsmes en France, des années 1930 à 2010, revue électronique Dissidences, no 3, printemps 2012, texte intégral.

### Vidéo colloque
- Isabelle Sommier, Recomposition de l’extrême-gauche dans l’après-68, Colloque Mai 68 en quarantaine, Canal-U, 2008, voir en ligne.

## Filmographie

### Films de fiction
- Cédric Klapisch, Le Péril jeune, 1994[139]
- Olivier Assayas, Après Mai, 2012[140]

### Documentaires
- Jean-Pierre Thorn, Oser lutter, oser vaincre, 1968, France (95 min)[141]
- Anne Argouse, Hugues Peyret, Mort pour la cause du peuple, France 3, 1er décembre 2012[142]

### Archives de la télévision
- JT 13H, Meeting Gauche prolétarienne Sartre Geismar, 26 mai 1970, 1 min 39 s, Institut national de l'audiovisuel, voir en ligne
- JT 20H, Manifestation à la Mutualité / Sartre, 26 mai 1970, 42 s, Institut national de l'audiovisuel, voir en ligne
- JT 20H, Après la séquestration de Robert Nogrette, cadre chez Renault enlevé par les militants de la Gauche prolétarienne 9 mars 1972, 5 min 2 s, voir en ligne
- JT 20H, Manifestation du 1er mai 1972 (après la mort de Pierre Overney), 1er mai 1972, 1 min 21 s, Institut national de l'audiovisuel, voir en ligne
- À armes égales, Le gauchisme, 16 mai 1972, 1 h 53 min 54 s, Institut national de l'audiovisuel, voir en ligne
- Michel Field, Éric Zemmour, Les maoïstes : voyage au bout de la révolution, Le Grand Débat, en association avec le Figaro Magazine, 5 mai 2009, présentation en ligne
- Gérald Mury, Christian Mottier, Les maoïstes, Temps présent, Radio télévision suisse, 30 mars 1972, voir en ligne

## Radio
- Du grain à moudre, Les ex-Maos ont-ils fait le lit de la droite nouvelle ?, 5 novembre 2009, France Culture, présentation en ligne.
- Kristel Le Pollotec, réalisé par Renaud Dalmar, Les Filles de la Gauche Prolétarienne, La Fabrique de l’Histoire, France Culture, 26 mai 2010, présentation en ligne.

### Bande son
- Dominique Grange :
  - Les Nouveaux Partisans, écouter en ligne